# Ministerio de Gobierno (Ecuador)
El Ministerio de Gobierno es un ministerio del Estado de Ecuador y la columna vertebral del Estado, responsable de velar por la gobernabilidad de la nación, coordinación interna e intrainstitucional dentro del ejecutivo, coordinación y manejo político del ejecutivo, coordinación y planificación del cumplimiento del plan nacional de desarrollo, coordinación entre el poder ejecutivo y los demás poderes del estado y los gobiernos seccionales, la paz y seguridad ciudadana, el mantenimiento del régimen democrático y el irrestricto respeto a la Constitución y a los Derechos Humanos.

## Historia
El Ministerio de Gobierno fue instaurado en 1830 por la primera constitución del Ecuador y por el presidente Juan José Flores, siendo llamado en esa época Ministerio del Interior y Relaciones Exteriores, ejerciendo las competencias de ambas carteras de estado hasta 1895, año en que el presidente Eloy Alfaro dividió las carteras de estado en Ministerio del Interior y Ministerio de Relaciones Exteriores. Era conocido como Ministerio de Gobierno, Policía, Cultos y Municipalidades desde 1926 hasta el 2010. Durante el gobierno de Rafael Correa, mediante Decreto Ejecutivo n.º 410 del 30 de junio del 2010, se dividió en tres instancias: el Ministerio del Interior mantuvo la mayoría de funciones de su antecesor mientras que otras fueron fusionadas con las de los renombrados Ministerio de Justicia Derechos Humanos y Cultos y Ministerio de Coordinación de la Política y Gobiernos Autónomos Descentralizados. Posteriormente, en 2019, el entonces presidente Lenín Moreno mediante Decreto Ejecutivo n.º 718 reinstituyó el Ministerio de Gobierno, devolviéndole las competencias de manejo político, absorbiendo al Ministerio del Interior, la Secretaría Nacional de Gestión de la Política (que, a su vez, había remplazado anteriormente al Ministerio de Coordinación de la Política y Gobiernos Autónomos Descentralizados mediante Decreto Ejecutivo n.º 1522 del entonces presidente Rafael Correa) y al Ministerio de Justicia Derechos Humanos y Cultos; solo algunas de las funciones de este último fueron trasladadas a la Secretaría de Derechos Humanos.

## Actividades
El mantenimiento del régimen democrático, apoyo de la estabilidad del Gobierno y orden constituido, son actividades coordinadas con el apoyo de los organismos del Ejecutivo quienes aprueban, modifican y recusan los trabajos presentados. Ha cooperado con organismos internacionales como el Consejo Suramericano de Lucha contra el Narcotráfico.

## Funciones
El Ministerio de Gobierno tiene entre sus funciones elementales: programar, organizar, dirigir y coordinar las actividades concernientes a la gobernabilidad, para lo cual busca acercamientos con los movimientos sociales y gremiales de la Nación, siendo encargado de la gestión y control de las gobernaciones provinciales. Además, este Portafolio asesora y orienta las políticas del Frente Interno y se encarga de la seguridad interna del país a través de la Policía Nacional.

## Estructura jerárquica
1.- Ministro de Gobierno
- Viceministro de Gobierno
  - Subsecretaría de Gobernabilidad
  - Subsecretaría de Articulación con otras Funciones del Estado
  - Subsecretaría Intergubernamental
  - Subsecretaría Intragubernamental
  - Subsecretaría de Cultos Creencia y Conciencia
- Gobernaciones Provinciales
- Comité Nacional de Límites Internos

Fuente: